# Alekszandr Szergejevics Kabanov
Alekszandr Szergejevics Kabanov, oroszul: Александр Серге́евич Кабанов (Moszkva, 1948. június 14. – 2020. június 30.) olimpiai és világbajnok szovjet válogatott orosz vízilabdázó, edző.

## Pályafutása
Három olimpián vett részt. 1972-es münchenin és az 1980-as moszkvai olimpián aranyérmes, 1976-ban nyolcadik lett a szovjet válogatottal. 1973-ban a világbajnokságon ezüstérmet szerzett. Az 1975-ös és az 1982-es világbajnokságon aranyérmes lett a válogatottal.
A szovjet / az Egyesített Csapat, majd az orosz válogatott szövetségi kapitánya volt. 1988-ban és 1992-ben bronz-, 2000-ben ezüst- és 2004-ben bronzérmes volt az olimpián a válogatottakkal.
2009 áprilisa és 2012 októbere között az orosz női válogatott szövetségi kapitányaként tevékenykedett. A 2009-es római világbajnokságon bronzérmes lett a csapattal.

## Sikerei, díjai
- Olimpiai játékok
  - aranyérmes (2): 1972, München, 1980, Moszkva
- Világbajnokság
  - aranyérmes (2): 1975, Cali, 1982, Guayaquil
  - ezüstérmes: 1973, Belgrád